# 유럽 고속도로 331호선
유럽 고속도로 331호선(European route E331)은 독일의 도르트문트에서 카셀까지 이어주는 B-클래스급 간선도로로, 총 연장은 150km에 이른다. 주요 경유지는 도르트문트와 카셀 등이다.